# Bertil Persson (född 1961)
Bertil Persson, född 1961, är en svensk företagsledare som har varit verkställande direktör och koncernchef i börsnoterade Beijer Alma AB  under åren 2000-2017.
Sedan 2018 har han, bland annat, varit styrelseledamot i flera börsnoterade bolag; Nobina AB (2018-2022), Christian Berner Tech Trade AB (2018-), Troax AB (2018-) och Bufab AB (2020-).
Bertil Persson har en civilekonomexamen från Handelshögskolan i Stockholm. Han har varit vice VD i LGP Telecom, finansdirektör i Scania AB samt chef för treasuryverksamheten inom Investor AB. Han blev VD och koncernchef i Beijer Alma 2000, då han efterträdde Curt Lönnström.